# 法国天主教教区列表

法国教省地图，教省用红线划分，总主教驻地红字标出

以下是2002年12月以后的法国天主教教区列表。法国教省地图在2002年进行改组，以与行政区域更加一致。这意味着新成立了几个教省，以及废除了几个教省，但是总主教的头衔得以保留。作为历史的产物，尤其是法国大革命的影响，有些教区以数座城市命名，但只有第一个城市才是真正的主教驻地。
在法国，大多数教区与省一致，但也有少数例外，有些专区受设在外省的教区管理，或在省内组成单独的教区（出现在人口众多的省，例如北部省或罗讷河口省）。

### 法国主教团

#### 贝桑松教省
（弗朗茨-孔代和洛林的一部分）

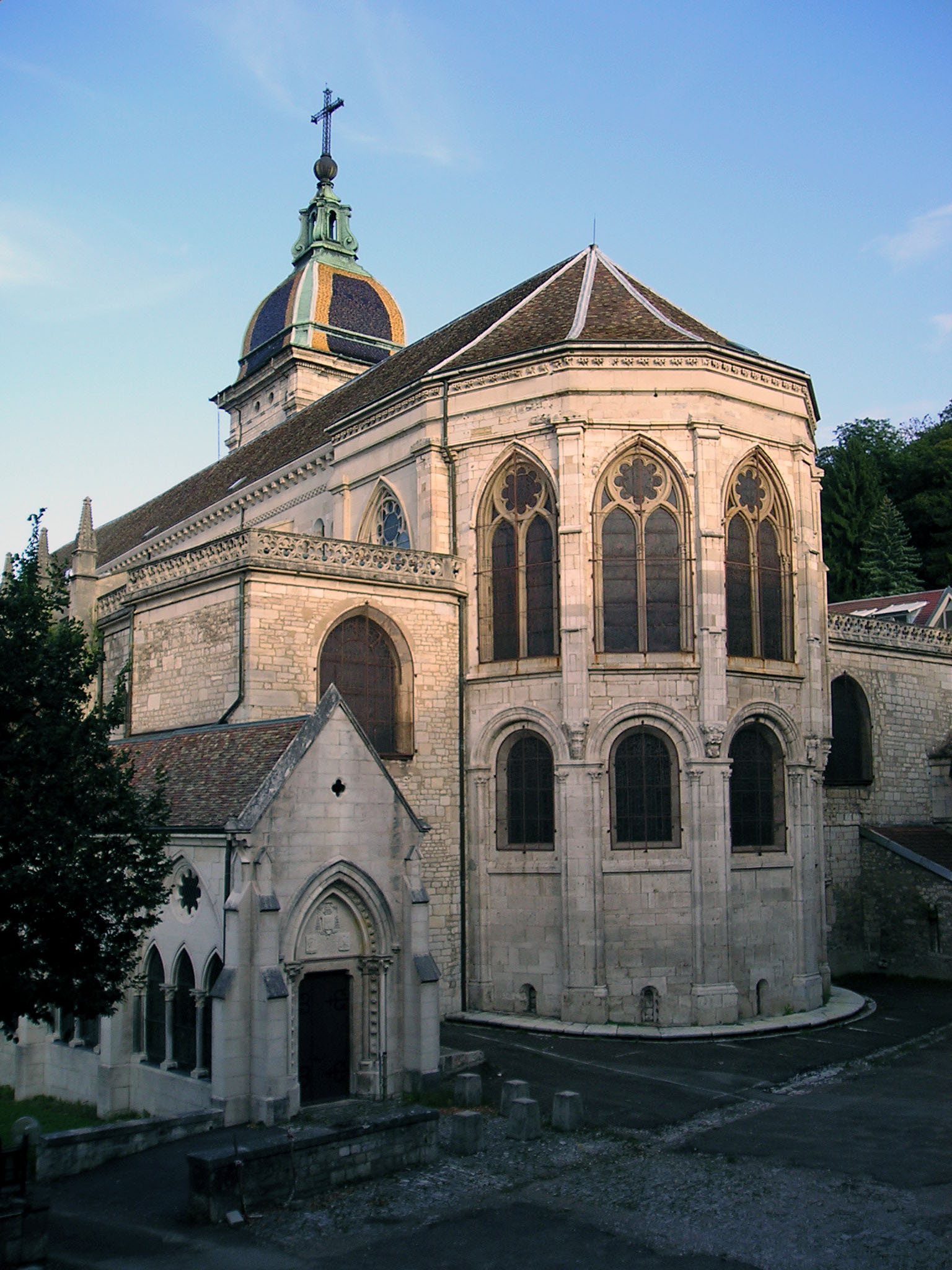
贝桑松主教座堂

- 天主教贝桑松总教区 （ 杜省，减去蒙貝利亞爾专区）
  - 天主教贝尔福-蒙貝利亞爾教区（贝尔福地区和蒙貝利亞爾专区）
  - 天主教南锡教区 （默尔特-摩泽尔省）
  - 天主教圣克洛德教区 （汝拉省）
  - 天主教圣迪耶教区 （孚日省）
  - 天主教凡尔登教区 （默兹省）

#### 波尔多教省
（阿基坦）
- 天主教波尔多总教区（吉伦特省）
  - 天主教阿让教区 （洛特-加龙省）
  - 天主教艾尔教区 （朗德省）
  - 天主教巴约讷教区 （大西洋比利牛斯省）
  - 天主教佩里格教区 （多尔多涅省）

#### 克莱蒙费朗教省
（奥弗涅）
- 天主教克莱蒙总教区（多姆山省）2002年升格
  - 天主教勒皮教区（上卢瓦尔省）
  - 天主教穆兰教区（阿列省）
  - 天主教圣弗卢尔教区（康塔尔省）

#### 第戎教省
（勃艮第）
- 天主教第戎总教区 （科多尔省）2002年升格
  - 天主教桑斯总教区 （约讷省）
  - 天主教欧坦教区 （索恩-卢瓦尔省）
  - 天主教讷韦尔教区 （涅夫勒省）
  - 天主教法國傳教團自治監督區

#### 里尔教省
（北部-加来海峡）
- 天主教里尔总教区[1] （北部省的敦刻尔克和里尔专区） 2008年升格
  - 天主教康布雷总教区 （北部省的埃尔普河畔阿韦讷、康布雷、杜埃、瓦朗谢讷专区）
  - 天主教阿拉斯教区  （加来海峡省）

#### 里昂教省
（罗讷-阿尔卑斯）
- 天主教里昂总教区 （罗讷省和卢瓦尔的罗阿讷专区）
  - 天主教尚贝里总教区 （萨瓦省）
  - 天主教阿讷西教区  （上萨瓦省）
  - 天主教貝萊-阿爾教區 （安省）
  - 天主教格勒诺布尔-維埃納教区 （伊泽尔省）
  - 天主教圣艾蒂安教区 （卢瓦尔省，减去罗阿讷专区）
  - 天主教瓦朗斯教区 （德龙省）
  - 天主教维维耶教区 （阿尔代什省）

#### 马赛教省
（普罗旺斯-阿尔卑斯-蓝色海岸）
- 天主教马赛总教区  （罗讷河口省马赛专区） 2002年升格
  - 天主教艾克斯总教区 （罗讷河口省，减去马赛专区）
  - 天主教阿维尼翁总教区  （沃克吕兹省）
  - 天主教阿雅克肖教区  （南科西嘉省和上科西嘉省）
  - 天主教迪涅教区  （上普罗旺斯阿尔卑斯省）
  - 天主教弗雷瑞斯-土伦教区  （瓦尔省）
  - 天主教加普教区  （上阿尔卑斯省）
  - 天主教尼斯教区  （阿尔卑斯滨海省）

#### 蒙彼利埃教省
（朗格多克-鲁西永）
- 天主教蒙彼利埃总教区 （埃罗省）2002年升格
  - 天主教卡尔卡松教区 （奥德省）
  - 天主教芒德教区 （洛泽尔省）
  - 天主教尼姆教区 （加尔省）
  - 天主教佩皮尼昂-埃爾恩教区 （东比利牛斯省）

#### 巴黎教省
（法兰西岛）
- 天主教巴黎总教区 （巴黎省）
  - 天主教克雷泰伊教区 （瓦勒德马恩省）
  - 天主教埃夫里-科爾贝伊-埃松教區 （埃松省）
  - 天主教莫城教区 （塞纳-马恩省）
  - 天主教楠泰尔教区  （上塞纳省）
  - 天主教蓬图瓦茲教区 （瓦勒德瓦兹省）
  - 天主教圣但尼教区  （塞纳-圣但尼省）
  - 天主教凡尔赛教区  （伊夫林省）

#### 普瓦捷教省
（普瓦图-夏朗德和利穆赞）
- 天主教普瓦捷总教区 （维埃纳省和德塞夫勒省）2002年升格
  - 天主教昂古莱姆教区 （夏朗德省）
  - 天主教拉罗谢尔教区 （滨海夏朗德省）
  - 天主教利摩日教区  （上维埃纳省）
  - 天主教蒂勒教区 （科雷兹省）

#### 兰斯教省
（香槟-阿登和皮卡迪）
- 天主教兰斯总教区 （马恩省兰斯专区和阿登省）
  - 天主教亚眠教区 （索姆省）
  - 天主教博韦教区 （瓦兹省）
  - 天主教沙隆教区  （马恩省，减去兰斯专区）
  - 天主教朗格勒教区 （上马恩省）
  - 天主教苏瓦松教区 （埃纳省）
  - 天主教特鲁瓦教区 （奥布省）

#### 雷恩教省
（布列塔尼和卢瓦尔河地区）
- 天主教雷恩总教区 （伊勒-维莱讷省）
  - 天主教昂热教区 （曼恩-卢瓦尔省）
  - 天主教拉瓦勒教区 （马耶讷省）
  - 天主教勒芒教区 （萨尔特省）
  - 天主教吕松教区 （旺代省）
  - 天主教南特教区 （大西洋卢瓦尔省）
  - 天主教坎佩尔教区 （菲尼斯泰尔省）
  - 天主教圣布里厄教区 （阿摩尔滨海省）
  - 天主教瓦讷教区 （莫尔比昂省）

#### 鲁昂教省
（上诺曼底和下诺曼底）

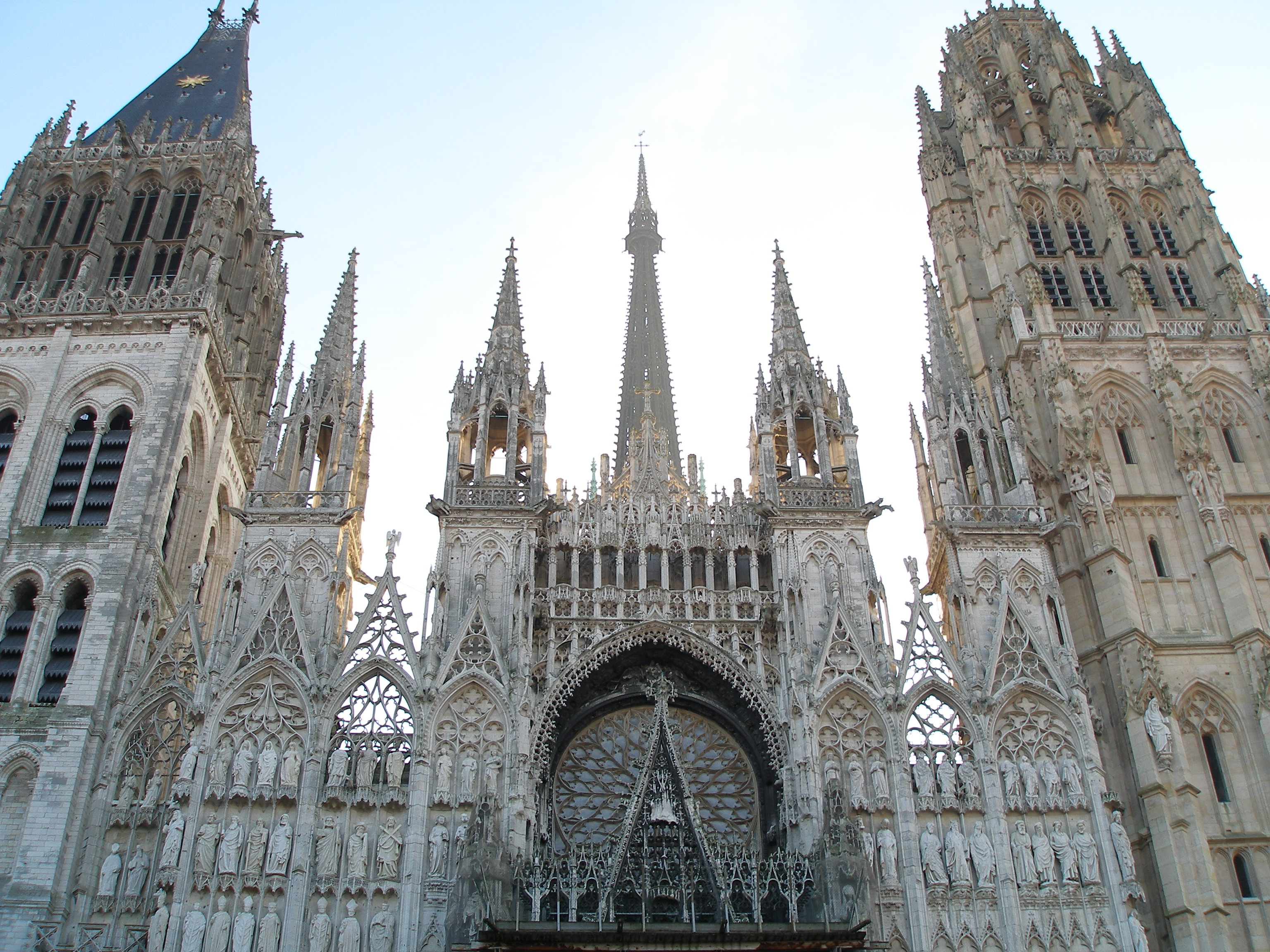
鲁昂主教座堂

- 天主教鲁昂总教区 （滨海塞纳省，减去勒阿弗尔专区）
  - 天主教巴约教区 （卡尔瓦多斯省）
  - 天主教库唐斯教区 （芒什省）
  - 天主教埃夫勒教区 （厄尔省）
  - 天主教勒阿弗尔教区 （滨海塞纳省勒阿弗尔专区）
  - 天主教塞鎮教區 （奥恩省）

#### 图卢兹教省
（南部-比利牛斯）
- 天主教图卢兹总教区 （上加龙省）
  - 天主教阿尔比总教区 （塔恩省）
  - 天主教欧什总教区 （热尔省）
  - 天主教卡奥尔教区 （洛特省）
  - 天主教蒙托邦教区 （塔恩-加龙省）
  - 天主教帕米耶教区 （阿列日省）
  - 天主教罗德兹教区 （阿韦龙省）
  - 天主教塔布-卢尔德教区 （上比利牛斯省）

#### 图尔教省
（中央）
- 天主教图尔总教区 （安德尔-卢瓦尔省）
  - 天主教布尔日总教区 （谢尔省和安德尔省）
  - 天主教布卢瓦教区 （卢瓦-谢尔省）
  - 天主教沙特尔教区 （厄尔-卢瓦省）
  - 天主教奥尔良教区 （卢瓦雷省）

### 直属教廷
- 天主教斯特拉斯堡总教区 （阿尔萨斯：下莱茵省和上莱茵省）
- 天主教梅斯教区 （摩泽尔省）

## 歐洲大陸以外

### 安的列斯主教团

#### 马提尼克教省
（马提尼克 、瓜德罗普 、法属圭亚那 ）
- 天主教法兰西堡总教区  （马提尼克）
  - 天主教巴斯特爾教區  （瓜德罗普）
  - 天主教卡宴教区  （法属圭亚那）

### 太平洋主教团

#### 帕皮提教省
- 天主教帕皮提总教区 （法属波利尼西亚，减去马克萨斯群岛
  - 天主教泰奥海伊教区  （马克萨斯群岛）

#### 努美阿教省
- 天主教努美亚总教区   （新喀里多尼亚）
  - 天主教瓦利斯和富图纳教区  （瓦利斯及富图纳群岛）

### 直屬教廷
- 天主教聖皮埃爾和密克隆群島宗座代牧區
- 天主教留尼旺的聖但尼教區